# ICC Trophy 1979
L'ICC Trophy 1979 è stato un torneo mondiale di cricket, valido per poter assegnare gli ultimi due posti disponibili per la Coppa del Mondo 1979.

## Formula
Le 15 squadre partecipanti sono state divise in 3 gruppi da 5 squadre ciascuno. Ogni gruppo era un girone all'italiana con partite di sola andata. Le vincenti dei tre gruppi e la migliore delle seconde classificate accedevano alle semifinali. Le vincenti delle semifinali si giocavano il titolo in finale, tuttavia entrambe ottenevano la qualificazione alla Coppa del Mondo 1979

## Fase a gruppi

### Gruppo A

#### Classifica
| Pos | Squadra            | P | W | L | NR | Ab | Run rate | Pti |
| --- | ------------------ | - | - | - | -- | -- | -------- | --- |
| 1   | Bermuda            | 4 | 3 | 0 | 0  | 1  | 4.064    | 14  |
| 2   | Africa Orientale   | 4 | 2 | 1 | 1  | 0  | 2.258    | 10  |
| 3   | Papua Nuova Guinea | 4 | 1 | 1 | 2  | 0  | 2.717    | 8   |
| 4   | Singapore          | 4 | 1 | 2 | 0  | 1  | 2.146    | 6   |
| 5   | Argentina          | 4 | 0 | 3 | 1  | 0  | 2.261    | 2   |

### Gruppo B

#### Classifica
| Pos | Squadra    | P | W | L | NR | Ab | Run rate | Pti |
| --- | ---------- | - | - | - | -- | -- | -------- | --- |
| 1   | Danimarca  | 4 | 4 | 0 | 0  | 0  | 2.742    | 16  |
| 2   | Canada     | 4 | 3 | 1 | 0  | 0  | 3.092    | 12  |
| 3   | Bangladesh | 4 | 2 | 2 | 0  | 0  | 2.654    | 8   |
| 4   | Figi       | 4 | 0 | 3 | 0  | 1  | 2.626    | 2   |
| 5   | Malaysia   | 4 | 0 | 3 | 0  | 1  | 2.558    | 2   |

### Gruppo C

#### Classifica
| Pos | Squadra     | P | W | L | NR | Ab | Run rate | Pti |
| --- | ----------- | - | - | - | -- | -- | -------- | --- |
| 1   | Sri Lanka   | 4 | 2 | 1 | 0  | 1  | 3.820    | 10  |
| 2   | Galles      | 4 | 2 | 1 | 0  | 1  | 3.277    | 10  |
| 3   | Stati Uniti | 4 | 2 | 1 | 0  | 1  | 3.022    | 10  |
| 4   | Paesi Bassi | 4 | 1 | 2 | 0  | 1  | 2.726    | 6   |
| 5   | Israele     | 4 | 1 | 3 | 0  | 0  | 2.110    | 4   |

## Eliminazione diretta
|  | Semifinali | Semifinali | Semifinali |        |           | Finale    | Finale | Finale |  |
|  |            |            |            |        |           |           |        |        |  |
|  | Sri Lanka  | Sri Lanka  | 318/8      |        |           |           |        |        |  |
|  | Sri Lanka  | Sri Lanka  | 318/8      |        |           |           |        |        |  |
|  | Danimarca  | Danimarca  | 110        |        |           |           |        |        |  |
|  | Danimarca  | Danimarca  | 110        |        | Sri Lanka | Sri Lanka | 324/8  |        |  |
|  |            |            |            |        | Sri Lanka | Sri Lanka | 324/8  |        |  |
|  |            |            | Canada     | Canada | 264/5     |           |        |        |  |
|  | Bermuda    | Bermuda    | Canada     | Canada | 264/5     | 181       |        |        |  |
|  | Bermuda    | Bermuda    |            |        |           |           |        |        |  |
|  | Canada     | Canada     | 186/6      |        |           |           |        |        |  |

### Semifinali
| Data          | Luogo                                    | In battuta (nel I innings) | Al lancio (nel I innings)  | Risultato              |
| ------------- | ---------------------------------------- | -------------------------- | -------------------------- | ---------------------- |
| 6 giugno 1979 | Allied Breweries Ground Burton-on-Trent  | Sri Lanka 318/8 (60 overs) | Danimarca 110 (42.5 overs) | SRI vince di 208 runs  |
| 6 giugno 1979 | Mitchells and Butlers' Ground Birmingham | Bermuda 181 (51.1 overs)   | Canada 186/6 (57.5 overs)  | CAN vince di 4 wickets |

### Finale
| Data           | Luogo              | In battuta (nel I innings) | Al lancio (nel I innings) | Risultato            |
| -------------- | ------------------ | -------------------------- | ------------------------- | -------------------- |
| 21 giugno 1979 | New Road Worcester | Sri Lanka 324/8 (60 overs) | Canada 264/5 (60 overs)   | SRI vince di 60 runs |